# المركز الدولي لدراسة صون وترميم الممتلكات الثقافية
المركز الدولي لدراسة صون وترميم الممتلكات الثقافية (إيكروم) (بالإنجليزية: International Centre for the Study of the Preservation and Restoration of Cultural Property، تُختصر إلى ICCROM)‏ هو منظمة حكومية دولية مكرسة للحفاظ على التراث الحضاري العالمي من خلال التدريب، والمعلومات، والأبحاث، والتعاون وبرامج الدعم. تهدف المنظمة إلى تطوير قطاع الحفظ - الترميم، ونشر التوعية حول أهمية وحساسية التراث الثقافي.
أنشأ المركز كنتيجة لمقترح صدر خلال المؤتمر العام لمنظمة اليونسكو الذي أقيم في مدينة نيودلهي في عام 1956. بعد ثلاث سنوات تم تأسيس المركز في مدينة روما، إيطاليا، حيث لايزال مقره الرئيسي فيها حتى اليوم.
يغطي المركز حاجة الدول الأعضاء والتي تبلغ 135 دولة حالياً.

## المهام
تتحدد مهمة مركز ايكروم بمجموعة من القوانين التي صيغت قبل وقت قصير من إنشائه (تمت مراجعتها في 25 نوفمبر/ تشرين الثاني 2009).
يساهم المركز الدولي لدراسة صون وترميم الممتلكات الثقافية، سوف يتم الإشارة إليه فيما يلي بـ "ايكروم" (ICCROM) في عمليات ترميم وإعادة تأهيل الممتلكات الثقافية حول العالم من خلال مبادرة، وتطوير، وترويج، وتسهيل شروط عمليات الحفظ والترميم. يتوجب على مركز ايكروم القيام تحديداً بالمهام التالية:
1. جمع، ودراسة ونشر المعلومات ذات الصلة بالمواضيع العلمية والتقنية والأخلاقية التي تتعلق بصون وترميم الممتلكات الثقافية.
2. تنسيق وتحفيز أو إجراء الأبحاث في هذا المجال، وتحديداً، عن طريق توكيل المهام إلى الهيئات والخبراء الموثوقين، والاجتماعات الدولية، والمطبوعات وتبادل الخبراء.
3. إسداء النصائح وتقديم التوصيات حول الاسئلة العامة أو الخاصة التي تتعلق بصون وترميم الممتلكات الثقافية.
4. ترويج وتطوير وتقديم التدريب الذي يتعلق بصون وترميم الممتلكات الثقافية، ورفع مستوى معايير وممارسات الحفاظ والترميم.
5. تشجيع المبادرات التي تخلق فهماً أفضل لعمليات صون وترميم الممتلكات الثقافية.

## الأنشطة
يتم تحقيق رسالة مركز ايكروم من خلال خمسة مجالات رئيسة من النشاطات، هي: التدريب، المعلومات، الأبحاث، التعاون والدعم.
التدريب
يساهم مركز ايكروم في بناء القدرات من خلال تطوير المواد التعليمية، النشاطات التدريبية حول العالم، التدريب والزمالات. منذ عام 1965، قام مركز ايكروم بتقديم دورات تدريبية للمهنيين في منتصف حياتهم المهنية حول طيف واسع من المواضيع، التي تتضمن الحفاظ على المواقع الأثرية، السجلات والموجودات المعمارية، الحفاظ على التراث المبني، صناعة القرار الذي يتعلق بأعمال الحفظ، إدارة التراث الثقافي، الحفظ الوقائي في المتاحف، وإدارة المخاطر للمجموعات المعرضة للخطر. تركز الدورات الأخرى على مواد محددة كالصخر والخشب أو مجموعات الصوت والصورة، فيما يركز غيرها حول الحفاظ على التراث في مناطق محددة كالمنطقة العربية أو جنوب شرق آسيا.
المعلومات
تعتبر مكتبة مركز ايكروم واحدة من المصادر الرائدة في العالم للمعلومات التي تتعلق بصون وترميم الممتلكات الثقافية. تحتوي المكتبة على أكثر من 115,000 مرجع مسجل و1800 صحيفة متخصصة بأكثر من 60 لغة. بالإضافة إلى ذلك، يضم الارشيف سجلات مؤسساتية تعود إلى قترة بدء العمل في مركز ايكروم، كما يحتوي على أكثر من 200,000 صورة من التراث الثقافي حول العالم والتي ترتبط بنشاطات المركز العلمية والتعليمية. يعتبر الموقع الإلكتروني للمركز منصة تضم المعلومات الشاملة حول الدورات والنشاطات والفعاليات العالمية وفرص التوظيف والتدريب في مجالات الحفظ.
الأبحاث
يدعم مركز ايكروم شبكة واسعة من المؤسسات والمحترفين في مجالات الحفظ، من خلال إقامة وتنسيق اللقاءات لتشر المنهجيات والطرق المشتركة. يعزز المركز أيضاً التعاريف المتفق عليها عالمياً حول الأخلاق والمعايير والمواصفات التقنية في ممارسات الحفظ. يعتبرالمختبر الداخلي أيضاً نقطة مرجعية ومصدر للاحترافيين والمشاركين في الدورات والمتدربين وزملاء المنظمة.
التعاون
ينفذ مركز ايكروم كل نشاطاته بالتعاون مع عدد كبير من المؤسسات والشركاء المحترفين. كما أنه يخدم الدول الأعضاء على شكل مشاريع تعاونية، ونشاطات تدريبية وتقديم الاستشارات التقنية.
الدعم
ينشر مركز ايكروم المواد التعليمية وينظم ورشات العمل والمؤتمرات لزيادة الوعي العام ودعم أعمال الحفظ.

## التاريخ
بعد نهاية الحرب العالمية الثانية، ظهرت الحاجة إلى ترميم الصروح التاريخية وأشكال أخرى من التراث الثقافي الذي تعرض إما للضرر أو الدمار. في الوقت نفسه، كان العالم يشهد نهوض دول أخرى من جديد بعد فترة الاستعمار، وهي في أشد الحاجة لصناعة وإصلاح وإعادة تحديد هويتها الثقافية، وتدريب الموظفين لحماية التراث الخاص بها.
على الصعيد الدولي، كان هناك نقصاً في التدريب المتماسك والهيئات الرسمية لتوجيه الدول في عملية ترميم وحماية التراث الخاص بها. بناء على ذلك، وخلال الجلسة السادسة للمؤتمر الدولي لمنظمة اليونسكو في عام 1951، قدمت الحكومة السويسرية عرضاً تقترح من خلاله إنشاء مركز دولي يشجع على دراسة وإدراك الوسائل الخاصة بأعمال الحفظ على نطاق دولي. تم اعتماد هذا الاقتراح، وشكلت لجنة من الخبراء مهمتها تحديد دور ووظيفة هذه المؤسسة. قدم هيروشي دايفوكو من قسم تنمية التراث الثقافي في منظمة اليونسكو هذا الشرح، ضمن الكتيب التذكاري الذي نشر بمناسبة الذكرى العاشرة على إنشاء المركز («العقد الأول 1959-1969»، ص 12- 13).
تم تعيين السيد جورج هنري ريفيري (مدير ICOM فيما بعد) كرئيسٍ للجنة الفرعية ضمن اللجنة الدولية للصروح في منظمة اليونسكو من أجل إنشاء هذا المركز. عندما قام أعضاء هذه اللجنة بمناقشة الوظائف المقترحة للمركز (25 سبتمبر/ أيلول 1953)، اعتبروا أنه يمكن لمثل هذا الكيان القيام، على سبيل المثال، بمايلي:
1. التعامل مع المشاكل الرئيسة المتعلقة بعمليات الحفظ كالإضاءة؛
2. دعوة شريحة واسعة من الخبراء من دول مختلفة؛
3. تزويد الدول التي تنقصها المختبرات بالمعلومات؛
4. التعامل مع المشاكل المتعلقة بالحفاظ على الصروح؛
5. تنسيق الأبحاث وامتلاك سلطة أخلاقية قوية قادرة على منع العاملين في مجال الحفظ، الذين ينقصهم التدريب الجيد، من تعهد مشاريع ترميم الأعمال الفنية المهمة.

ستصبح تلك الوظائف فيما بعد الأساس الذي تقوم عليه قوانين المركز.
في عام 1956 تم اعتماد هذا القرار ضمن الجلسة التاسعة للمؤتمر العام لمنظمة اليونسكو في نيو دلهي، وفي عام 1957 وقعت كل من الحكومة الإيطالية ومنظمة اليونسكو على معاهدة إنشاء هذا المركز في مدينة روما.
إن تكاتف الدول الخمس الأعضاء في عام 1958 سمح بتطبيق هذه القوانين، الأمر الذي جعل هذا المركز كياناً قانونياً. كما بدأ التعاون مع مؤسسات الحفظ الأوروبية الأخرى، كالمعهد المركزي للترميم في إيطاليا (ICR، أو ما يعرف اليوم بـ ISCR) والمعهد الملكي لترميم الأعمال الفنية (IRPA) في بلجيكا. شكلت منظمة اليونسكو مجلساً مؤقتاً لإدارة المركز، وفي عام 1959 افتتح المركز في روما بإدارة هارولد ج. بليندرليث، القيّم المعروف في المتحف البريطاني. عُيّن مؤرخ الفنون البلجيكي باول فيليبوت كنائب المدير، وعقد الاجتماع العام الأول في عام 1960، حيث تم خلاله اختيار أعضاء المجلس الاعتياديين للمرة الأولى.

## الخط الزمني
فيما يلي الخط الزمني لأهم الأحداث خلال مسيرة تطور المركز:
- 1956 - المؤتمر العام لمنظمة اليونسكو يقرر إنشاء كيان لأعمال الحفظ.
- 1957 - توقيع معاهدة بين منظمة اليونسكو وإيطاليا لإنشاء المركز في روما. أصبحت النمسا أول الدول الأعضاء.
- 1958 - تكاتف خمس دول أعضاء لجعل المركز كياناً قانونياً.
- 1959 - بدأ المركز بالعمل بإدارة بليندرليث كأول مدير له.
- 1960 - الاجتماع العام الأول.
- 1961 - افتتاح المكتبة لتصبح مصدراً رائداً في مجال أدب الحفظ.
- 1964 - المركز يشارك في إعداد ميثاق البندقية، وإنقاذ آثار وادي النيل، بما فيها معبد أبو سمبل.
- 1965 - إقامة أول دورة تدريبية حول الحفظ المعماري (ARC).
- 1966 - قام مركز ICCROM بالتنسيق لأول استجابة دولية بسبب الفيضانات في فلورنسا والبندقية.
- 1968 - إقامة أول دورة تدريبية حول الحفاظ على اللوحات الجدارية (MPC).
- 1971 - باول فيليبوت يصبح مديراً للمركز، ويغير اسم المركز من «مركز روما» إلى «المركز الدولي للحفظ».
- 1972 - منظمة اليونسكو تعترف بالمركز كهيئة استشارية لمؤتمر التراث العالمي.
- 1973 - إقامة أول دورة تدريبية حول علم الحفظ (SPC).
- 1975 - إقامة أول دورة تدريبية حول الحفظ الوقائي في المتاحف.
- 1976 - إقامة أول دورة تدريبية حول حفظ الحجر في البندقية. الانتهاء من أعمال الترميم في أعقاب زلزال فريولي في إيطاليا.
- 1977 - تعيين برنارد م فيلدين مديراً للمركز، وتغيير اسم المركز ليصبح ايكروم ICCROM.
- 1981 - عالم الآثار التركي سيفات إردير يصبح مديراً للمركز.
- 1982 - تأسيس برنامج المساعدة التقنية، بشكل مبدئي لتأمين الإمدادات والمعدات الصغيرة، والمواد المتعلقة، وأدب الحفظ، والاشتراكات السنوية بالنسخ والنشرات الدورية حول أعمال الحفظ للمؤسسات العامة والمنظمات غير الربحية.
- 1985 - انطلاق البرامج الإقليمية مع برنامج PREMA (حماية المتاحف في إفريقيا)، وهو برنامج طويل الأمد يشجع على تدريب المحترفين في جنوب الصحراء الكبرى على الحفظ الوقائي.
- 1986 - مركز ايكروم يفوز بجائزة الآغا خان للعمارة على مشروع ترميم المسجد الأقصى في القدس.
- 1988 - تعيين المهندس المعماري البولندي أندرزيج توماسزيوسكي مديراً للمركز. إقامة أول دورة تدريبية حول حفظ الخشب في ترونديم، النرويج.
- 1991 - البدء بالحملة الإعلامية حول المحافظة على الفنون، والغرض منها رفع مستوى الوعي عند أطفال المدارس حول حساسية وأهمية التراث الثقافي.
- 1992 - مدير المتحف البلجيكي ومؤرخ الفنون مارك لاينين يصبح المدير العام للمركز.
- 1993 - البدء ببرنامج NAMEC للتدريب حول أعمال الحفظ في دول المغرب العربي. تعديل الوظائف القانونية لمركز ايكروم لتتضمن الاستشارة.
- 1994 - مركز ايكروم يدخل عالم الإنترنت. انطلاق برنامج PREMO للحفظ في منطقة المحيط الهادئ. كتابة وثيقة نارا للأصالة في اليابان.
- 1995 - البدء بمشروع الحفظ الإقليمي والحضري المتكامل (ITUC).
- 1996 - إقامة أول دورة للبلدان الأمريكية في مجال حفظ وإدارة العمارة الطينية والتراث الأثري PAT في موقع تشان تشان التاريخي في تروجيللو في البيرو.
- 1997 - افتتاح مكتبة الدكتور هارولد ج. بليندرليث في مركز ايكروم.
- 1998 - إطلاق برنامج إفريقيا 2009، لتقديم التدريب حول حفظ التراث الثابت في جنوب الصحراء الكبرى في إفريقيا. توقيع اتفاقية بين مركز ايكروم والجامعة الوطنية في بنين لإنشاء EPA (مدرسة التراث الإفريقي).
- 1999 - القيام بأول دورة تدريبية حول حفظ اليوروشي (الورنيش الياباني).
- 2000 - اعتماد ميثاق ريغا في مدينة ريغا في لاتفيا في 23 و24 أكتوبر/ تشرين الأول 2000 ضمن (المؤتمر الإقليمي للأصالة وترميم الآثار المتعلقة بالتراث الثقافي)، كمبادرة من مركز ايكروم.
- 2000 - تعيين عالم الآثار البريطاني والمدرس في مجال الحفظ نيكولاس ستانلي برايس كمدير عام للمركز. برنامج تنمية المتاحف (PMDA، يعرف الآن بـ CHDA) يبدأ بالعمل في مومباسا، كينيا.
- 2002 - تأسيس برنامج التدريب والزمالة. إقامة أول دورة تدريبية حول المشاركة في قرارات الحفظ.
- 2003 - مركز ايكروم يبدأ بتنظيم المنتدى الذي يقام كل عامين في روما، المنتدى الأول كان حول التراث الديني الحي. إقامة أول دورة حول السجلات المعمارية، والموجودات وأنظمة المعلومات الخاصة بأعمال الحفظ (ARIS).
- 2004 - إطلاق برنامج آثار ATHAR (حفظ المواقع التراثية في العالم العربي)، وبرنامج CollAsia 2010 (حفظ المجموعات التراثية في جنوب شرق آسيا).
- 2005 - إقامة أول دورة حول (التقليل من المخاطر التي تهدد المجموعات) في روما.
- 2006 - تعيين عالم الآثار الجزائري ومساعد المدير العام للثقافة في منظمة اليونسكو منير بوشناقي كمدير عام للمركز. ايكروم يحتفل بالذكرى الخمسين لقرار المؤتمر العام بتأسيس المركز.
- 2007 - إقامة أول دورة حول حماية المجموعات الصوتية ومجموعات الصور (SOIMA) في ريو دي جانيرو، البرازيل. إقامة أول دورة حول حفظ التراث المبني (CBH) في روما، وهي الشكل المتطور من دورة ARC.
- 2008 - إطلاق برنامج الحفظ في أمريكا اللاتينية وجزر الكاريبي (LATAM).
- 2009 - اختتام برنامج إفريقيا 2009. مركز ICCROM يحتفل بالذكرى السنوية الخمسين على انطلاقته.
- 2010 - اختتام برنامج CollAsia 2010. وفر هذا البرنامج بناء القدرات في منطقة المحيط الهادئ الآسيوية حول حفظ التراث المنقول، وعرّف بأهمية دمج المجتمعات والتراث غير المادي في عملية الحفظ. إقامة النسخة الأولى من دورة الإسعافات الأولية للتراث الثقافي (FAC) في مدينة روما. أقيمت هذه الدورة بمشاركة مجموعة من الشركاء أيضاً في هاييتي كاستجابة لزلزال عام 2010، وقد أقيمت فيما بعد بنسخ متعددة في أماكن أخرى حول العالم.
- 2011 - انتخاب عالم الآثار الإيطالي ستيفانو دي كارو ليصبح المدير العام لمركز ايكروم. انطلاق برنامج RE-ORG بالتعاون مع منظمة اليونسكو، وهو يقدم الأدوات والإرشاد لعملية إعادة تنظيم المستودعات في المتاحف الصغيرة.
- 2012 - انطلاق برنامج جديد حول إدارة مخاطر الكوارث (DRM).
- 2013 - إقامة منتدى ايكروم لعلوم الحفظ في أكتوبر/ تشرين الأول 2013، وقد جمع خبراء الحفظ من أنحاء العالم لمناقشة العلاقة الوثيقة لعلوم الحفظ مع جدول الأعمال الدولي الأكبر.
- 2014 - افتتاح مركز الحفظ الإقليمي ICCROM-ATHAR في مدينة الشارقة، دولة الإمارات العربية المتحدة.
- 2015 - مركز ايكروم يضم التراث الثقافي إلى جدول أعمال مؤتمر العالم الثالث للتخفيف من مخاطر الكوارث (WCDRR) في سينداي، اليابان. إقامة دورة FAC في نيبال لدعم إعادة تأهيل التراث خلال مرحلة مابعد الطوارئ، بعد زلزال نيبال.
- 2016 - إيكروم تساعد في أنشطة بناء القدرات في موقع باغان على أثر الزلزال في ميانمار

## الهيكل التنظيمي
يتألف مركز ايكروم من الجمعية العامة، المجلس والأمانة.
الجمعية العامة
تتألف الجمعية العامة من مندوبي جميع الدول الأعضاء وهم يجتمعون في روما كل سنتين لتحديد سياسات المنظمة، الموافقة على البرامج والنشاطات والميزانيات، وانتخاب أعضاء المجلس والمدير العام.
كما تصادق الجمعية على تقارير نشاطات المجلس والأمانة، وتحدد مساهمة كل دولة من الدول الأعضاء، وتعتمد وتراجع اللوائح والقوانين الخاصة بمركز ايكروم عند الضرورة.
المجلس
يتم اختيار أعضاء مجلس مركز ايكروم من بين الخبراء الأكثر كفاءة وأهلية في مجال الحفظ والترميم حول العالم. عند اختيار أعضاء المجلس، يؤخذ بعين الاعتبار التمثيل العادل من كافة المناطق الثقافية حول العالم، إضافة إلى مجالات التخصص ذات الصلة.
يجتمع المجلس سنوياً في المقر الرئيسي لمركز ايكروم في روما.
الأمانة
تتألف الأمانة في مركز ايكروم من المدير العام والموظفين. المدير العام مسؤول عن تنفيذ البرامج والنشاطات التي تم الموافقة عليها. يتوزع الموظفون بين الأقسام التي تتعامل مع التراث الثابت (الآثار، المواقع الأثرية، المدن التاريخية، وغيرها)، التراث المنقول (مقتنيات المتاحف)، المعرفة والتواصل (المكتبة والأرشيف، المطبوعات، الموقع الإلكتروني)، المختبر التعليمي، التمويل والإدارة.

## الدول الأعضاء
- أفغانستان - (7 فبراير 2010)
- ألبانيا - (2 أبريل، 1962)
- الجزائر - (يناير 18، 1973)
- أندورا - (4 يونيو، 1998)
- أنغولا - (4 يونيو، 1992)
- الأرجنتين - (أغسطس 29، 1988)
- أرمينيا - (5 مايو، 2004)
- أستراليا - (يونيو 26، 1975)
- النمسا - (مايو 20، 1957)
- أذربيجان - (3 يناير 2002)
- البحرين - (ديسمبر 15، 2005)
- بنغلاديش - (أكتوبر 18، 2007)
- باربادوس - (1 أبريل 1985)
- بلجيكا - (7 تموز 1959)
- بنين - (5 حزيران 1986)
- بوليفيا - (ديسمبر 17، 2004)
- البوسنة والهرسك - (يوليو 19، 2000)
- بوتسوانا - (فبراير 2، 2002)
- البرازيل - (أغسطس 21، 1964)
- بروناي - (ديسمبر 24، 2005)
- بلغاريا - (يناير 12، 1960)
- بوركينا فاسو - (4 كانون الثاني، 1988)
- كمبوديا - (3 يونيو 1961)
- الكاميرون - (3 يونيو، 1995)
- كندا - (7 نوفمبر، 1978)
- تشاد - (2 فبراير، 2000)
- تشيلي - (1981/03/02)
- الصين - (14/06/2000)
- كولومبيا - (1971/05/18)
- جمهورية الكونغو - (1999/04/18)
- ساحل العاج - (17/12/1985)
- كرواتيا - (18/10/1993)
- كوبا - (1971/06/25)
- قبرص - (1963/02/05)
- جمهورية التشيك - (1996/03/30)
- الدنمارك - (1973/01/01)
- قالب:دومينيكان - (20/02/1958)
- الإكوادور - (2003/11/19)
- مصر - (1959/11/05)
- إستونيا - (2001/02/09)
- إثيوبيا - (1975/05/12)
- فنلندا - (1981/07/03)
- فرنسا - (1964/09/25)
- الغابون - (1961/03/20)
- غامبيا - (1999/01/10)
- جورجيا - (2001/12/23)
- ألمانيا - (1964/10/30)
- غانا - (1959/12/02)
- اليونان - (17/03/1987)
- غواتيمالا - (18/09/1975)
- غيانا - (1999/10/16)
- هايتي- (21/05/1992)
- هندوراس - (1964/05/26)
- الهند - (1961/02/10)
- إيران - (1972/12/18)
- العراق - (2011/10/28)
- أيرلندا - (22/12/1986)
- إسرائيل - (1958/05/23)
- إيطاليا - (1960/10/24)
- اليابان - (1967/12/19)
- الأردن - (1958/06/07)
- كينيا - (1998/03/05)
- الكويت - (20/03/1962)
- لاتفيا - (2012/03/31)
- جمهورية لاو الديمقراطية - (21/06/2006)
- لبنان - (1958/02/07)
- ليسوتو - (2007/01/07)
- ليبيا- (1959/01/09)
- ليتوانيا - (21/10/1991)
- لوكسمبورغ - (1978/12/18)
- مدغشقر - (1963/09/03)
- ماليزيا - (1966/11/04)
- جزر المالديف - (2012/07/07)
- مالي - (2003/11/19)
- مالطا - (1965/08/24)
- موريتانيا - (2009/11/29)
- موريشيوس - (1998/07/29)
- المكسيك - (17/07/1961)
- موناكو - (2007/12/13)
- منغوليا - (2003/07/30)
- الجبل الأسود - (2007/09/16)
- المغرب - (1958/04/24)
- موزمبيق - (2003/12/17)
- ميانمار - (1987/05/10)
- ناميبيا - (1998/11/28)
- نيبال- (23/06/1969)
- هولندا - (1959/04/14)
- نيوزيلندا - (1987/03/19)
- نيكاراغوا- (1971/08/30)
- نيجيريا - (1961/12/12)
- النرويج - (1980/01/01)
- عُمان - (2003/12/13)
- باكستان - (30/10/1963)
- باراغواي - (21/06/1973)
- بيرو - (1962/02/05)
- الفلبين - (15/12/1983)
- بولندا - (1958/05/10)
- البرتغال - (1967/09/14)
- قطر - (2012/04/26)
- كوريا الجنوبية - (1968/07/22)
- رومانيا - (1960/06/19)
- رواندا - (2004/12/17)
- السعودية - (2000/02/18)
- السنغال - (15/01/2006)
- صربيا - (17/06/1959)
- سيشل - (2006/10/05)
- سلوفاكيا - (2000/11/24)
- سلوفينيا - (29/03/1996)
- جنوب إفريقيا - (17/01/2004)
- إسبانيا- (19/04/1958)
- سريلانكا - (1958/09/04)
- السودان - (1960/11/10)
- إسواتيني - 2007/10/25)
- السويد - (1969/01/09)
- سويسرا - (25/03/1959)
- سوريا - (1959/11/05)
- تايلاند - (1967/08/02)
- مقدونيا - (1993/10/12)
- توغو - (2005/09/11)
- ترينيداد وتوباغو - (2007/11/18)
- تونس - (1969/05/21)
- تركيا - (1969/07/01)
- الإمارات العربية المتحدة - (2010/01/22)
- المملكة المتحدة - (1968/01/04)
- تنزانيا - (2004/04/21)
- الولايات المتحدة - (20/01/1971)
- الأوروغواي - (2002/09/03)
- فنزويلا - (29/11/1989)
- فيتنام - (1972/07/08)
- اليمن - (18/06/2008)
- زامبيا - (2003/09/12)
- زيمبابوي - (19/11/1993)

## المدراء العامين
- هارولد ج. بلينديرليث (1959-1971)
- باول فيليبوت (1971-1977)
- السير برنارد م. فيلدين (1977-1981)
- سيفات إردير (1981-1988)
- أندرزيج توماسزيوسكي (1988-1992)
- مارك لاينين (1992-2000)
- نيكولاس ستانلي- برايس (2000-2005)
- منير بوشناقي (2006-2011)
- ستيفانو دي كارو (2012-حتى الآن)

## جائزة ايكروم (ICCROM)
منحت جائزة ايكروم منذ عام 1979 للأشخاص الذي قدموا مساهمات هامة لتطوير المؤسسة، وللأشخاص الذين يتوفر لديهم بشكل خاص الاستحقاق في مجال الحفظ، والحماية وترميم التراث الثقافي. تمنح هذا الجائزة كل سنتين لواحد أو اثنين من المرشحين الذين يتم اختيارهم من قبل المجلس. فيما يلي قائمة الفائزين السابقين بالجائزة (حسب الترتيب الأبجدي باللغة الإنكليزية).
- أوم براكاش أغراوال (1993)
- إيتالو س. أنجل (1984)
- غرافين آغنيس باليستريم (1995)
- منير بوشناقي (2000)
- قيصر براندي (1979)
- موريس شهاب (1979)
- باول كوريمانز (1979)
- هيروشي دايفوكو (1979)
- عبد العزيز داولاتلي (2005)
- غوجليلمو دي أنجلي سدي أوسات (1979)
- فاسيلي دراغوت (1990)
- سيفات إردير (1997)
- السير برنارد م. فيلدين (1995)
- هانز فوراميتي (1983)
- آلبرت فرانس-لانورد (1988)
- بييرو غازولا (1979)
- غايل دي غويتشين (2001)
- فريدريك غيسين (1979)
- تشارلز غروشي (1997)
- توموكيتشي إيواسي (1986)
- جوكا جوكوليتو (2000)
- ماريسا لورنز تاباسو (2009)
- ريموند ليماير (1981)
- زو لو (2013)
- ستانيسلاس لورينتز (1979)
- نيلز مارستين (2009)
- جيوفاني ماساري (1981)
- كاتسوهيكو ماسودا (2007)
- لورا مورا (1984)
- باولو مورا (1984)
- برونو موهليثالر (1988)
- ويبر ندور (2015)
- كولن بييرسون (2003)
- باول بيروت (1990)
- باول فيليبوت (1981)
- هارولد ج. بليندرليث (1979)
- جيانفرانكو بومبي (1979)
- السير نورمان ريد (1983)
- هيرب ستوفيل (2011)
- جين تارالون (1984)
- جوهانز تاوبرت (1984)
- غاري طومسون (1986)
- آنجيس تيمار-بالازسي (2001)
- حورجيو توراكا (1990)
- غيرترود تريب (1981)
- جيوفاني أورباني (1993)
- آرثر فان شيندل (1979)

## وصلات خارجية
- ICCROM- الموقع الرسمي على الإنترنت، متوفرايضاً باللغتين الفرنسية و الإيطالية
- الصفحة الرسمية لايكروم على التويتر ICCROM on Twitter
- الصفحة الرسمية لايكروم على اللينكد إن ICCROM ICCROM on LinkedIn
- EPA مدرسة التراث الإفريقي، متوفر أيضاً باللغة الفرنسية.
- SOIMA - التحديات والحلول لحفظ الصوت والصورة.
- Re-ORG - أدوات لإعادة تنظيم المستودعات في المتاحف، متوفر أيضاً باللغة الفرنسية والإسبانية
- ICCROM-ATHAR - مركز الخفض الإقليمي في الشارقة، الإمارات العربية المتحدة، متوفر أيضاً باللغة العربية.